# Monofilético

Cladograma de los vertebrados que muestra los tres diferentes grupos filogenéticos o taxones que existen: el monofilético (en amarillo) contiene a los reptiles (ancestro más reciente) y a todos sus descendientes hasta llegar a las aves; el parafilético (en cian) contiene a los reptiles pero excluye a algunos de sus descendientes, en este caso las aves; y el polifilético (en rojo) contiene a los vertebrados de sangre caliente (mamíferos y aves) pero que no están emparentados entre sí y cuyo ancestro común no se encuentra en el grupo enmarcado.

En filogenia, un grupo es monofilético si todos los organismos incluidos en él han evolucionado a partir de una población ancestral común, y todos los descendientes de ese ancestro están incluidos en el grupo.
Por el contrario, un grupo que contiene algunos pero no todos los descendientes del ancestro común más reciente se llama parafilético, y un grupo taxonómico que contiene organismos pero carece de un ancestro común se llama polifilético.

## Ejemplo
Se cree que todos los organismos en el género Homo proceden de la misma forma ancestral en la familia Hominidae. Así pues, el género Homo es monofilético.
Por otra parte, si se descubriera que Homo habilis se desarrolló de un ancestro distinto que Homo sapiens, y este ancestro no estuviera incluido en el género, entonces el género resultaría ser polifilético. Dado que los biólogos en conjunto prefieren los grupos monofiléticos, en este caso probablemente o dividirían el género para adecuarlo a las nuevas circunstancias, o lo ampliarían para incluir las formas adicionales.

## Otros usos
El uso anteriormente explicado fue introducido por Willi Hennig, y el éxito de la escuela cladista de la sistemática lo ha convertido en el uso dominante. Sin embargo, según otros taxónomos como Ernst Mayr y la tradición que él denomina «taxonomía evolutiva», monofilético es todo grupo cuyo ancestro común más reciente es miembro del clado, sin importar si este incluye o no a todos los descendientes de dicho antepasado común; si excluye a algunos descendientes es parafilético, pero si no excluye a ninguno es holofilético. Los únicos grupos que no cumplen esta definición más amplia de «monofilia» son los grupos polifiléticos.
Esta es la definición que se usó casi universalmente en las publicaciones biológicas hasta el año 1990, aproximadamente. En la terminología cladística se usa, aunque no de manera generalizada, el término «grupo convexo» para referirse al mismo concepto.